# ISO 3166-2:SE
ISO 3166-2:SE — стандарт Міжнародної організації зі стандартизації, який визначає геокоди. Є частиною стандарту ISO 3166-2, що належать Швеції. Він охоплює двадцять одну одиницю адміністративно-територіального поділу країни (лен, швед. län).

## Загальні відомості
Кожен геокод складається з двох частин: коду Alpha2 за стандартом ISO 3166-1 для Швеції — SE та додаткового одно-дволітерного коду, записаних через дефіс. Додатковий одно-дволітерний код утворений із букв латинського алфавіту.
В ISO 3166-2, числовий код (швед. länskod) для кожного округу показаний в інформаційних цілях в квадратних дужках. Тим не менше, ці альтернативні коди є неофіційними, тому що ISO 3166 не дозволяє дублювати кодування однакових підрозділів. Альтернативні геокоди складаються з коду Alpha2 за стандартом ISO 3166-1 для Швеції — SE та двохсимвольного числа, прописаних через дефіс. Геокоди ленів Швеції є підмножиною коду домену верхнього рівня — SE, присвоєного Швеції відповідно до стандартів ISO 3166-1.

## Геокоди Швеції
Геокоди 21-го лену адміністративно-територіального поділу Швеції.
| Геокод | Адміністративна одиниця | Статус | Альтернативні геокоди |
| ------ | ----------------------- | ------ | --------------------- |
| SE-AB  | Стокгольм               | лен    | [SE-01]               |
| SE-K   | Блекінґе                | лен    | [SE-10]               |
| SE-S   | Вермланд                | лен    | [SE-17]               |
| SE-AC  | Вестерботтен            | лен    | [SE-24]               |
| SE-Y   | Вестерноррланд          | лен    | [SE-22]               |
| SE-U   | Вестманланд             | лен    | [SE-19]               |
| SE-O   | Вестра-Йоталанд         | лен    | [SE-14]               |
| SE-N   | Галланд                 | лен    | [SE-13]               |
| SE-I   | Ґотланд                 | лен    | [SE-09]               |
| SE-W   | Даларна                 | лен    | [SE-20]               |
| SE-T   | Еребру                  | лен    | [SE-18]               |
| SE-E   | Естерйотланд            | лен    | [SE-05]               |
| SE-X   | Євлеборґ                | лен    | [SE-21]               |
| SE-Z   | Ємтланд                 | лен    | [SE-23]               |
| SE-F   | Єнчепінг                | лен    | [SE-06]               |
| SE-H   | Кальмар                 | лен    | [SE-08]               |
| SE-G   | Крунуберг               | лен    | [SE-07]               |
| SE-BD  | Норрботтен              | лен    | [SE-25]               |
| SE-D   | Седерманланд            | лен    | [SE-04]               |
| SE-M   | Сконе                   | лен    | [SE-12]               |
| SE-C   | Уппсала                 | лен    | [SE-03]               |

## Геокоди прикордонних для Швеції держав
- Норвегія — ISO 3166-2:NO (на півночі та заході),
- Фінляндія — ISO 3166-2:FI (на сході),
- Литва — ISO 3166-2:LT (на сході, морський кордон),
- Латвія — ISO 3166-2:LV (на сході, морський кордон),
- Естонія — ISO 3166-2:EE (на сході, морський кордон),
- Росія — ISO 3166-2:RU (на південному сході, морський кордон),
- Польща — ISO 3166-2:PL (на півдні, морський кордон),
- Німеччина — ISO 3166-2:DE (на півдні та південному сході, морський кордон),
- Данія — ISO 3166-2:DK (на південному заході, морський кордон).